# 艾丹·韋治
艾丹·彼得·韋治（1991年10月10日—），簡稱艾丹·韋治（Aidan White） ，是一名英格蘭出身但代表愛爾蘭比賽足球運動員，司職後衛，現效力英冠球會列斯聯。他在16歲時代表過英格蘭U19上陣。

## 生平
2002年，出生於西約克郡列斯的韋治加盟列斯聯的青訓系統。2008年8月26日，年僅16歲的他在聯賽盃對水晶宮的賽事中首次代表列斯聯正選上陣，當他被巴特利·莊臣入替後，列斯聯球迷都起立並向他鼓掌。他在英錦標首回合對巴拉福特的賽事中再次正選上陣，賽後他獲得時任列斯聯領隊加利·麥亞里士打的高度讚揚。9月20日，他在對卡素爾的賽事中首次於聯賽正選上陣。他讓人印象深刻的表現主要歸功於年紀比他大一倍的後衛保羅·泰化的幫助。其後，他在對彼德堡的賽事中表現乏善足陳，賽後他失去了在一隊的位置。12月，他與球會簽訂了職業合約直至2012年6月。
11月，韋治與隊友法比安·迪夫同時被衛報列入為英格蘭未來20位球星之一。其後，他因傷而缺席了餘下的大部分賽事。他康復後重投訓練並備戰2009/10球季。然而，他在季前熱身賽後弄傷膝蓋，舊患亦因而復發。他在英錦標對達寧頓的賽事中首次於2009/10球季上陣。
韋治在足總盃對奧咸的賽事中於補時入替，他在期間交出一次助攻，他的傳送使米克·格拿取得入球。兩週後，他在對奧連特的賽事中入替安德魯·曉士而首次在西蒙·加利臣領軍下於聯賽上陣。
他在足總盃重賽對凱特靈的賽事中正選上陣，不過他在下半場傷出，由東尼·卡柏迪入替。2010年1月3日，他在奧脫福球場對曼聯的足總盃賽事快將結束時入替路西安奴·比治奧，球隊最終以1-0的比分擊敗對手。11月18日，他被球會外借至奧咸。
2012年7月21日，剛於6月底約滿列斯聯的韋治獲提供一份新的三年合約。
2013年10月29日，英甲球會谢菲尔德联從列斯聯借用韋治，借用至2014年1月1日。

## 國際賽
2009年3月，他在華素爾的比斯葛運動場對捷克U19的賽事中，首次代表英格蘭U19上陣，最終雙方0-0打成平手。

## 外部連結
- 足球数据库：艾丹·韋治的球员统计数据